# Маргинална група
Маргинална група је свака друштвена група која се налази на „периферији” друштвене моћи, и без значајног утицаја на битне друштвене токове и политичка збивања. У различитим друштвима постоје различите групе које су маргинализоване, а то су најчешће: националне мањине, Роми, домаћице, преступници, боеми и сл.